# Jessica Simpson
Jessica Ann Simpson (Dallas, Texas, 1980. július 10. –) amerikai énekesnő, színésznő, televíziós személyiség és divattervező.

## Élete
1980. július 10.-én született a texasi Abilene-ben. Ő Tina Ann Simpson és Joe Simpson első gyermeke. Simpson szülei 1978-ban házasodtak össze, majd 2013-ban elváltak. Simpson állítása szerint Dallasban és Wacóban nőtt fel, szülei viszont a texasi McGregorban élnek. Van egy fiatalabb lánytestvére, Ashlee Simpson.

## Diszkográfia
- Sweet Kisses (1999)
- Irresistible (2001)
- In This Skin (2003)
- Rejoyce: The Christmas Album (2004)
- A Public Affair (2006)
- Do You Know (2008)
- Happy Christmas (2010)

## Filmszerepek
- The Master of Disguise (2002) ... önmaga
- Hazárd megye lordjai (The Dukes of Hazzard) (2005) ... Daisy Duke
- Akikre büszkék vagyunk! – A hónap dolgozója (Employee of the Month) (2006) ... Amy Renfro
- Szédítően szőke (Blonde Ambition) (2007) ... Katie Gregerstitch
- Love Guru (The Love Guru) (2008) ... önmaga
- Private Valentine: Blonde & Dangerous (2008) ... Private Megan Valentine

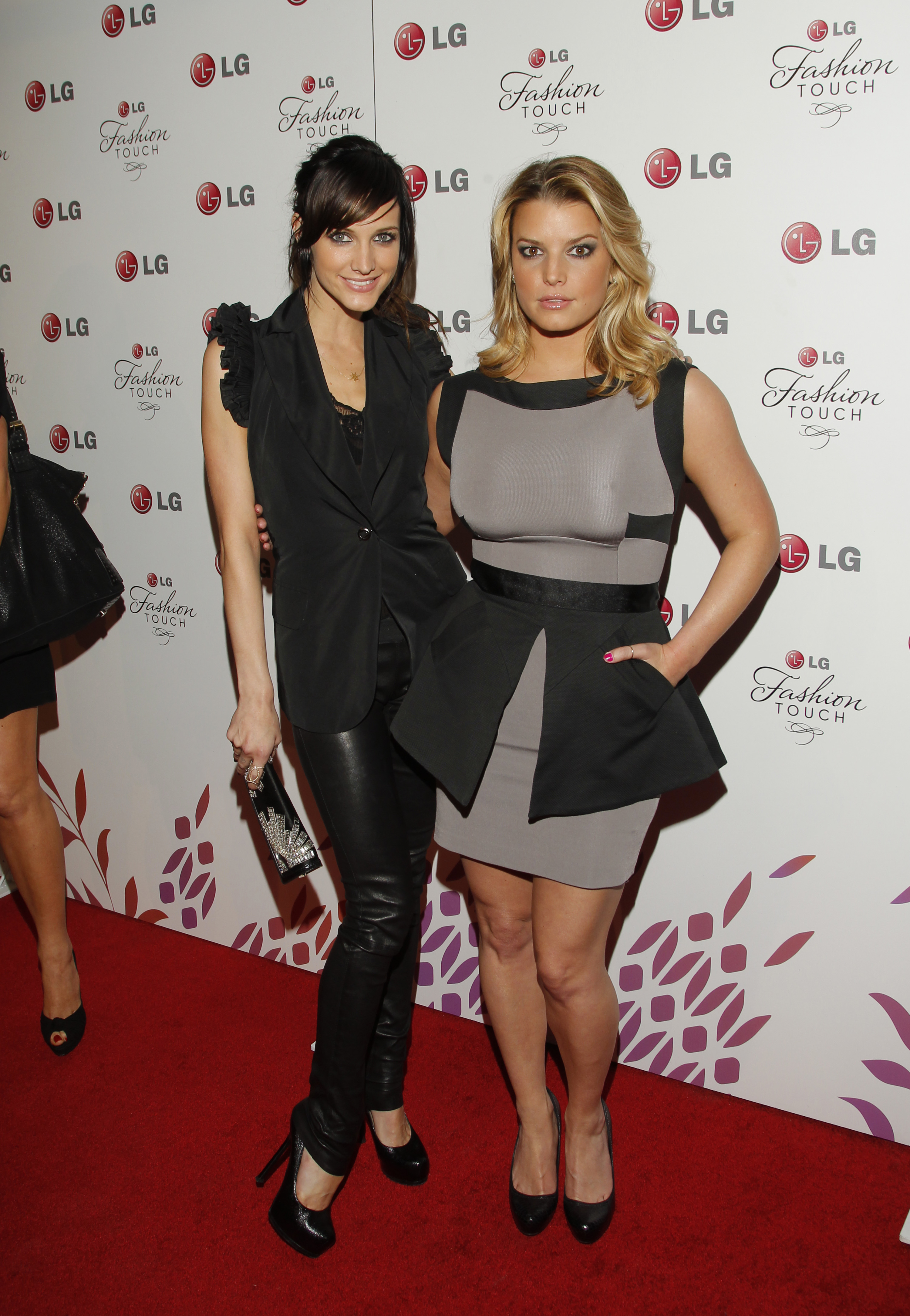
Simpson húgával, Ashlee Simpson-nal 2010-ben.